# Stentinello
Stentinello est un village néolithique situé au nord la ville actuelle de Syracuse.